# Elegia macrocarpa
Elegia macrocarpa es una especie de planta herbácea perteneciente a la familia Restionaceae. Es originaria de Sudáfrica en la Provincia del Cabo.

## Taxonomía
Elegia macrocarpa fue descrita por (Kunth) Moline & H.P.Linder y publicado en Syst. Bot. 30: 772 2005.
Sinonimia
- Chondropetalum macrocarpum (Kunth) Pillans, Trans. Roy. Soc. South Africa 16: 30 (1928).
- Dovea macrocarpa Kunth
- Restio equisetaceus Rchb. ex Mast., J. Linn. Soc., Bot. 10: 250 (1869).
- Restio fuscus Nees ex Mast., J. Linn. Soc., Bot. 10: 250 (1869).[1]